# Hellmuth Schwiedeßen
Hellmuth Schwiedeßen (* 31. August 1903 in Hämbach; † 20. Dezember 1974 in Hösel) war ein deutscher Hochschullehrer und Ingenieur für Industrieofenbau und Wärmetechnik.

## Leben
Hellmuth Schwiedeßen begann im Sommersemester 1924 an der Technischen Hochschule Danzig das Studium des Maschinenbaus. Zu Beginn des Studiums wurde er dort Mitglied des Corps Baltica. Im Mai 1929 schloss er das Studium als Dipl.-Ing. ab. Nach einer zweijährigen Industrietätigkeit wechselte er im Herbst 1931 als Doktorand an die Technische Hochschule Hannover. Hier wurde er im Herbst 1933 zum Dr.-Ing. promoviert.
Von Herbst 1933 bis Mitte 1949 war Schwiedeßen wissenschaftlich beim Stahlinstitut VDEh tätig. 1946 erfolgte seine Habilitation. Nach einer Auslandstätigkeit in Indien von Mitte 1949 bis Ende 1954 war er bis März 1957 bei der Indugas in Essen beschäftigt.
Am 4. April 1957 wurde er zum o. Professor auf den neu gegründeten Lehrstuhl für Industrieofenkunde der RWTH Aachen berufen und hier zum Leiter des 1960 gegründeten Instituts für Industrieofenbau und Wärmetechnik im Hüttenwesen ernannt. 1971 erfolgte seine Emeritierung.